# Axinopalpus illectus
Axinopalpus illectus är en skalbaggsart som beskrevs av Thomas Casey. Axinopalpus illectus ingår i släktet Axinopalpus och familjen jordlöpare. Inga underarter finns listade i Catalogue of Life.